# آلبر پارسیس
آلبر پارسیس (فرانسوی: Albert Parsis‎; ۲ ژوئن ۱۸۹۰ – ۲۴ فوریهٔ ۱۹۸۰) بازیکن فوتبال اهل فرانسه بود.
وی همچنین در تیم ملی فوتبال فرانسه بازی کرده‌است.